# Покровская (Удмуртия)
Покро́вская — заброшенная деревня в Граховском районе Удмуртии.

## История
По итогам десятой ревизии в 1859 году в 20 дворах казённого починка Покровский (Сырян) при речке Кружале проживало 153 жителя. До 1921 года деревня входила в состав Граховской волости Елабужского уезда, с 1921 года — Можгинского уезда Вотской АО. В 1924 году деревня вошла в состав Верхнеигринского сельсовета.
Указом Президиума Верховного Совета УАССР от 15 октября 1980 года деревня Покровское Верхнеигринского сельсовета была исключена с учёта.